# Athlon II
L'Athlon II è una famiglia di microprocessori multi-core prodotta da AMD, che si rivolge alla fascia media di mercato.
È una linea di prodotti inferiore ai Phenom II, rispetto al quale manca della cache di terzo livello.

## Caratteristiche
Questa famiglia si compone di diverse serie:
- Athlon II X4: processori quad core Propus privi di cache L3
- Athlon II X3: processori triple core Rana privi di cache L3
- Athlon II X2: processori dual core Regor privi di cache L3. A differenza dei modelli precedenti è caratterizzato da un'architettura dual core nativa, con l'aumento della cache L2, portata a 1MB per core.

L'Athlon II X3 è similmente derivato dall'Athlon II X4; l'Athlon II X2 è invece un dual core nativo.
Le versioni XXXe, low power e XXXu, ultra low power, sono contraddistinte da un TDP di 45W e 25W rispettivamente.

## Athlon II X4

### "Propus" (45 nm, quad core)
| Modello                                | Socket | Frequenza | L1 cache    | L2-Cache     | HT       | Molt. | Voltaggio  | TDP | Step | Data di distribuzione |
| -------------------------------------- | ------ | --------- | ----------- | ------------ | -------- | ----- | ---------- | --- | ---- | --------------------- |
| Athlon II X4 750K core Trinity (32 nm) | FM2    | 3400 MHz  | 2 x 64 KiB  | 2 x 2048 KiB | 4000 MHz | 14x   | ***-***V   | 100 | C2   | 2012                  |
| Athlon II X4 635                       | AM3    | 2900 MHz  | 4 x 128 KiB | 4 x 512 KiB  | 4000 MHz | 14x   | 0.85-1.25V | 95  | C2   | Gennaio 2010          |
| Athlon II X4 630                       | AM3    | 2800 MHz  | 4 x 128 KiB | 4 x 512 KiB  | 4000 MHz | 14x   | ***-***V   | 95  | C2   | Agosto 2009           |
| Athlon II X4 620                       | AM3    | 2600 MHz  | 4 x 128 KiB | 4 x 512 KiB  | 4000 MHz | 13x   | ***-***V   | 95  | C2   | Agosto 2009           |
| Athlon II X4 605e                      | AM3    | 2300 MHz  | 4 x 128 KiB | 4 x 512 KiB  | 4000 MHz | 11,5x | ***-***V   | 45  | C2   | Aprile 2009           |
| Athlon II X4 600e                      | AM3    | 2200 MHz  | 4 x 128 KiB | 4 x 512 KiB  | 4000 MHz | 11x   | ***-***V   | 45  | C2   | Aprile 2009           |

## Athlon II X3

### "Rana" (45 nm, triple core)
| Modello           | Socket | Frequenza | L1 cache    | L2-Cache    | HT       | Molt. | Voltaggio     | TDP | Step | Data di distribuzione |
| ----------------- | ------ | --------- | ----------- | ----------- | -------- | ----- | ------------- | --- | ---- | --------------------- |
| Athlon II X3 435  | AM3    | 2900 MHz  | 3 x 128 KiB | 3 x 512 KiB | 4000 MHz | 14,5x | ***-***V      | 95  | C2   | III trim 2009         |
| Athlon II X3 425  | AM3    | 2700 MHz  | 3 x 128 KiB | 3 x 512 KiB | 4000 MHz | 13,5x | ***-***V      | 95  | C2   | III trim 2009         |
| Athlon II X3 420e | AM3    | 2600 MHz  | 3 x 128 KiB | 3 x 512 KiB | 4000 MHz | 13x   | 0.775 - 1.25V | 45  | C3   | Settembre 2010        |
| Athlon II X3 415e | AM3    | 2500 MHz  | 3 x 128 KiB | 3 x 512 KiB | 4000 MHz | 12.5x | 0.775 - 1.25V | 45  | C3   | Maggio 2010           |
| Athlon II X3 405e | AM3    | 2300 MHz  | 3 x 128 KiB | 3 x 512 KiB | 4000 MHz | 11,5x | ***-***V      | 45  | C2   | Giugno 2009           |
| Athlon II X3 400e | AM3    | 2200 MHz  | 3 x 128 KiB | 3 x 512 KiB | 4000 MHz | 11x   | ***-***V      | 45  | C2   | Giugno 2009           |

## Athlon II X2

### "Regor" (45 nm, dual core)
| Modello           | Socket | Frequenza | L1 cache    | L2-Cache     | HT       | Molt. | Voltaggio    | TDP | Step | Data di distribuzione |
| ----------------- | ------ | --------- | ----------- | ------------ | -------- | ----- | ------------ | --- | ---- | --------------------- |
| Athlon II X2 260  | AM3    | 3200 MHz  | 2 x 128 KiB | 2 x 1024 KiB | 4000 MHz | 16x   | 0,825-1,4V   | 65  | C3   | Maggio 2010           |
| Athlon II X2 255  | AM3    | 3100 MHz  | 2 x 128 KiB | 2 x 1024 KiB | 4000 MHz | 15,5x | 0,85-1,425V  | 65  | C2   | Gennaio 2010          |
| Athlon II X2 250  | AM3    | 3000 MHz  | 2 x 128 KiB | 2 x 1024 KiB | 4000 MHz | 15x   | 0,85-1,425V  | 65  | C2   | Giugno 2009           |
| Athlon II X2 245  | AM3    | 2900 MHz  | 2 x 128 KiB | 2 x 1024 KiB | 4000 MHz | 14,5x | 0,85-1,425V  | 65  | C2   | Giugno 2009           |
| Athlon II X2 240  | AM3    | 2800 MHz  | 2 x 128 KiB | 2 x 1024 KiB | 4000 MHz | 14x   | 0,85-1,425V  | 65  | C2   | Giugno 2009           |
| Athlon II X2 250e | AM3    | 3000 MHz  | 2 x 128 KiB | 2 x 1024 KiB | 4000 MHz | 15x   | 0,875-1,4V   | 45  | C3   | Settembre 2010        |
| Athlon II X2 245e | AM3    | 2900 MHz  | 2 x 128 KiB | 2 x 1024 KiB | 4000 MHz | 14,5x | 0,875-1,4V   | 45  | C3   | Maggio 2010           |
| Athlon II X2 240e | AM3    | 2800 MHz  | 2 x 128 KiB | 2 x 1024 KiB | 4000 MHz | 14x   | *,***-*,***V | 45  | C2   | Settembre 2009        |
| Athlon II X2 235e | AM3    | 2700 MHz  | 2 x 128 KiB | 2 x 1024 KiB | 4000 MHz | 13,5x | *,***-*,***V | 45  | C2   | Settembre 2009        |
| Athlon II X2 250u | AM3    | 1600 MHz  | 2 x 128 KiB | 2 x 1024 KiB | 3200 MHz | 8x    | 0,850-1,15V  | 25  | C2   | Settembre 2009        |